# Stephen Eze
Stephen Eze (sinh ngày 8 tháng 3 năm 1994) là một cầu thủ bóng đá chuyên nghiệp người Nigeria hiện tại đang thi đấu ở vị trí trung vệ cho câu lạc bộ Quảng Nam tại Giải bóng đá Vô địch Quốc gia Việt Nam. Trước đây, anh đã từng đại diện cho Đội tuyển bóng đá quốc gia Nigeria, ra sân 13 lần.

## Sự nghiệp thi đấu

### Nigeria
Eze bắt đầu sự nghiệp của mình tại câu lạc bộ Lobi Stars. Anh thi đấu thường xuyên trong hai mùa giải, trước khi chuyển đến Sunshine Stars vào tháng 9 năm 2014.
Sau hai mùa giải với Sunshine, Eze gia nhập Ifeanyi Ubah, nơi anh giành được Siêu cúp bóng đá Nigeria vào đầu năm 2017. Vào ngày 9 tháng 11 năm 2017, Eze gia nhập Kano Pillars.

### Lokomotiv Plovdiv
THai tháng sau, vào ngày 18 tháng 1 năm 2018, Eze gia nhập câu lạc bộ Lokomotiv Plovdiv tại Giải bóng đá vô địch quốc gia Bulgaria bằng bản hợp đồng 2 năm. Vào ngày 18 tháng 2, anh có trận ra mắt giải đấu cho Lokomotiv, vào sân thay cho Asen Georgiev trong trận gặp Pirin Blagoevgrad. Vào ngày 16 tháng 4 năm 2019, Eze ghi bàn thắng đầu tiên cho Lokomotiv trong trận thắng 4-0 trước Septemvri Sofia tại Cúp bóng đá Bulgaria.

### Tobol
Vào ngày 21 tháng 1 năm 2020, Eze gia nhập câu lạc bộ FC Tobol tại Giải bóng đá Ngoại hạng Kazakhstan. Chấn thương gặp phải trong một trận giao hữu trước mùa giải chứng kiến anh không bao giờ được ra sân trong một trận đấu chính thức cho đội vì anh phải trải qua một cuộc phẫu thuật ở Thổ Nhĩ Kỳ. Eze chia tay Tobol vào tháng 7 năm 2020.

### Jamshedpur FC
Vào ngày 10 tháng 9 năm 2020, Eze gia nhập câu lạc bộ Jamshedpur tại Indian Super League. Sau khi hoàn tất hợp đồng kéo dài 1 năm, vào ngày 1 tháng 7 năm 2021, Eze rời Jamshedpur FC và trở thành cầu thủ tự do.

### NK Solin
Vào ngày 17 tháng 2 năm 2022, Eze gia nhập câu lạc bộ NK Solin tại Giải bóng đá vô địch quốc gia Croatia. Anh có trận ra mắt đội bóng khi vào sân từ băng ghế dự bị trong trận thua 0-3 trước NK Dugopolje.

### Queen's Park
Sau một năm thi đấu cho câu lạc bộ NK Solin, Eze ký hợp đồng với Queen's Park vào tháng 8 năm 2022. Vào tháng 6 năm 2023, Stephen Eze rời câu lạc bộ theo sự đồng ý của cả hai bên.

## Sự nghiệp quốc tế
Eze đã từng chơi cho đội tuyển quốc gia Nigeria. Anh có tên trong danh sách 23 cầu thủ của Siêu đại bàng' thi đấu ở Giải vô địch các quốc gia châu Phi 2016, dẫn dắt bởi huấn luyện viên Sunday Oliseh. Eze đã chơi tất cả các trận vòng bảng nhưng đội bị loại sớm. Anh cũng thi đấu cho đội A' tại Giải vô địch các quốc gia châu Phi 2018, nơi đội có kết quả được cải thiện, Nigeria tiến tới trận chung kết trước khi để thua chủ nhà Maroc.
Vào tháng 5 năm 2018, anh có tên trong danh sách sơ bộ 30 cầu thủ Nigeria chuẩn bị cho Giải vô địch bóng đá thế giới 2018 ở Nga; tuy nhiên, anh không có tên trong danh sách 23 cầu thủ chính thức.

## Thống kê sự nghiệp

### Câu lạc bộ
Tính đến  ngày 22 tháng 9 năm 2019
| Câu lạc bộ         | Hạng đấu                               | Mùa giải           | Giải đấu | Giải đấu | Cúp  | Cúp | Châu lục | Châu lục | Khác | Khác | Tổng cộng | Tổng cộng |
| Câu lạc bộ         | Hạng đấu                               | Mùa giải           | Trận     | Bàn      | Trận | Bàn | Trận     | Bàn      | Trận | Bàn  | Trận      | Bàn       |
| ------------------ | -------------------------------------- | ------------------ | -------- | -------- | ---- | --- | -------- | -------- | ---- | ---- | --------- | --------- |
| Lokomotiv Plovdiv  | Giải bóng đá vô địch quốc gia Bulgaria | 2017–18            | 13       | 0        | 0    | 0   | —        | —        | —    | —    | 13        | 0         |
| Lokomotiv Plovdiv  | Giải bóng đá vô địch quốc gia Bulgaria | 2018–19            | 25       | 0        | 6    | 1   | —        | —        | —    | —    | 31        | 1         |
| Lokomotiv Plovdiv  | Giải bóng đá vô địch quốc gia Bulgaria | 2019–20            | 10       | 1        | 0    | 0   | 4        | 0        | 1    | 0    | 15        | 1         |
| Thống kê sự nghiệp | Thống kê sự nghiệp                     | Thống kê sự nghiệp | 48       | 1        | 6    | 1   | 4        | 0        | 1    | 0    | 59        | 2         |

1. ↑  Siêu cúp bóng đá Bulgaria 2019

## Danh hiệu
Ifeanyi Ubah
- Siêu cúp bóng đá Nigeria: 2017

Lokomotiv Plovdiv
- Cúp bóng đá Bulgaria: 2018–19